# シティ・ホール駅 (BMTブロードウェイ線)
シティ・ホール駅 (シティ・ホールえき、City Hall) はニューヨーク市地下鉄BMTブロードウェイ線の駅である。マンハッタン区シヴィック・センターとトライベッカに掛かるブロードウェイとウォーレン・ストリートとの交差点とマリー・ストリートとの交差点付近、ニューヨーク市庁舎西側に位置し、N系統が深夜のみ、R系統が深夜を除く終日、W系統が平日のみ停車する。

## 駅構造

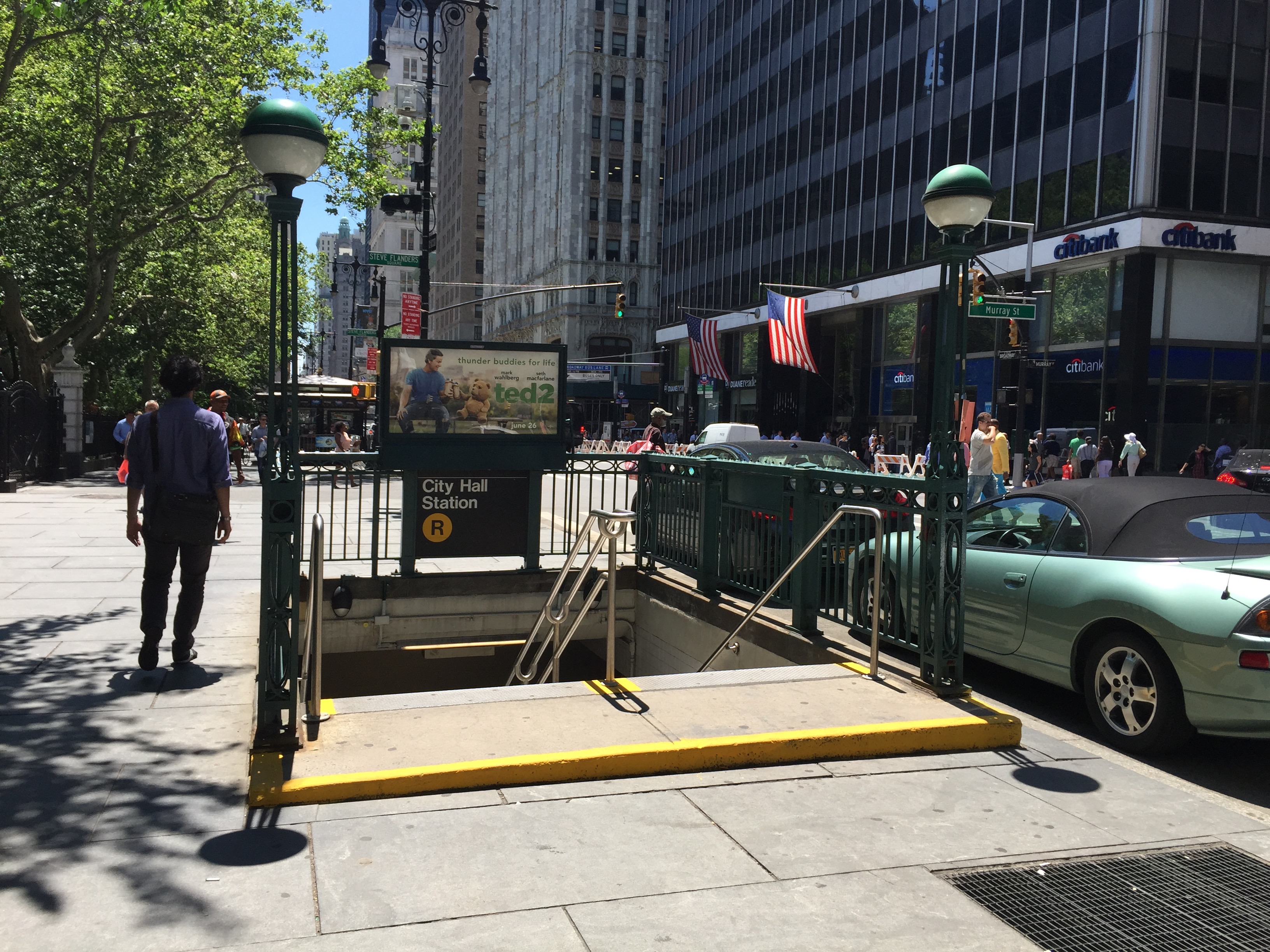
ブロードウェイとマリー・ストリートの交差点の階段

| G                | 地上階                                          | 出入口 |
| B1 上層階 ホーム | 北行線 B2番線                                   | ← 深夜帯：アストリア-ディトマース・ブールバード駅行き（キャナル・ストリート駅） ← 71番街駅行き（キャナル・ストリート駅） ← 平日：アストリア-ディトマース・ブールバード駅行き（キャナル・ストリート駅）                      |
| B1 上層階 ホーム | 島式ホーム、左側の扉が開く。                    | |
| B1 上層階 ホーム | \| \| 改札口、駅員室、出入口、下層階連絡階段 \| | |
| B1 上層階 ホーム | 島式ホーム、左側の扉が開く。                    | |
| B1 上層階 ホーム | 南行線 B1番線                                   | → 深夜帯：コニー・アイランド-スティルウェル・アベニュー駅行き（コートランド・ストリート駅）→ ベイ・リッジ-95丁目駅行き（コートランド・ストリート駅）→ 平日：ホワイトホール・ストリート駅行き（コートランド・ストリート駅）→ |
| B2               | 中間階                                          | 保管区画 |
| B3 下層階 ホーム | B4番線                                          | → 旅客列車入線なし（作業用車両が使用） |
| B3 下層階 ホーム | 未成島式ホーム、不使用。                        | |
| B3 下層階 ホーム | BM番線                                          | → 旅客列車入線なし（留置等に使用） |
| B3 下層階 ホーム | 島式ホーム、不使用。                            | |
| B3 下層階 ホーム | B3番線                                          | → 旅客列車入線なし（留置等に使用） |
|                  | 改札口、駅員室、出入口、下層階連絡階段          | |

### 上層階
線路2線と島式ホーム1面を有した1面2線の構造でホームは地上からの階段が直接降りてくるため非常に幅が広く南端に向かうにつれ先細りしていく。
駅は1970年代に改装されており、駅の構造が変化している。この改装で壁面タイルや案内看板を新しい物に取り替え、白熱灯を蛍光灯に置き換えた。

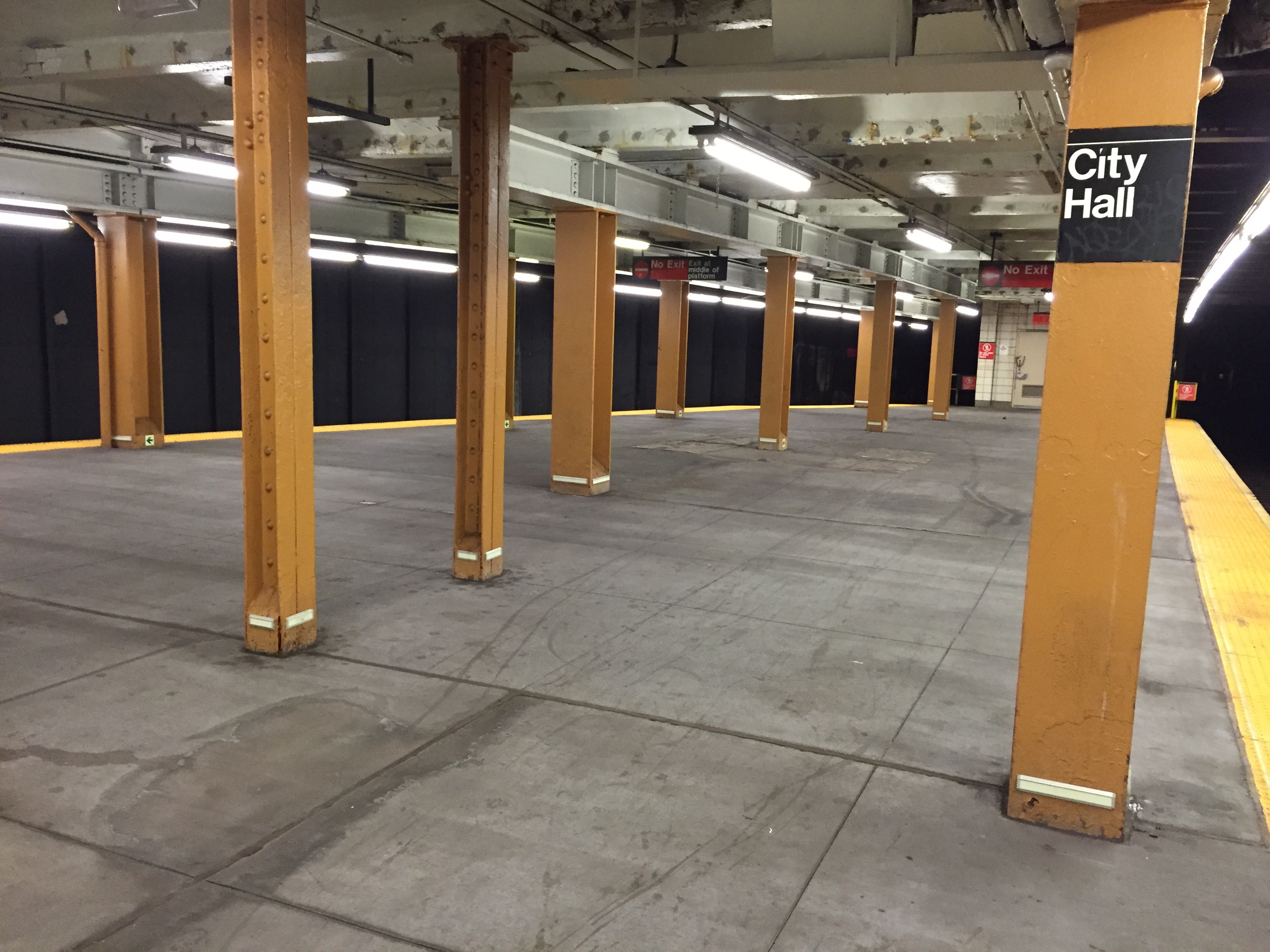
ホーム南端

駅の北側にはかつてシーサスクロッシングが存在していた。これは元々この駅の上層階を1面2線のターミナルとしてここで列車を折り返す予定であったからである。ホームの南端側は先細りしているが反対の北端側は先細りしていないのもこれが理由である。
この駅の南側で線路は西側に急カーブを描きブロードウェイの1本西にあるトリニティ・プレイスの下に入りコートランド・ストリート駅に着く。

### 出口
改札口はホーム中央にあり柵によりホームの改札内の部分と分けられている。ここから北側へ向かうとブロードウェイとウォーレン・ストリートの交差点東側に2つの階段が、南側に向かうとブロードウェイとマリー・ストリート交差点東側に1つの階段が接続している。

### 下層階

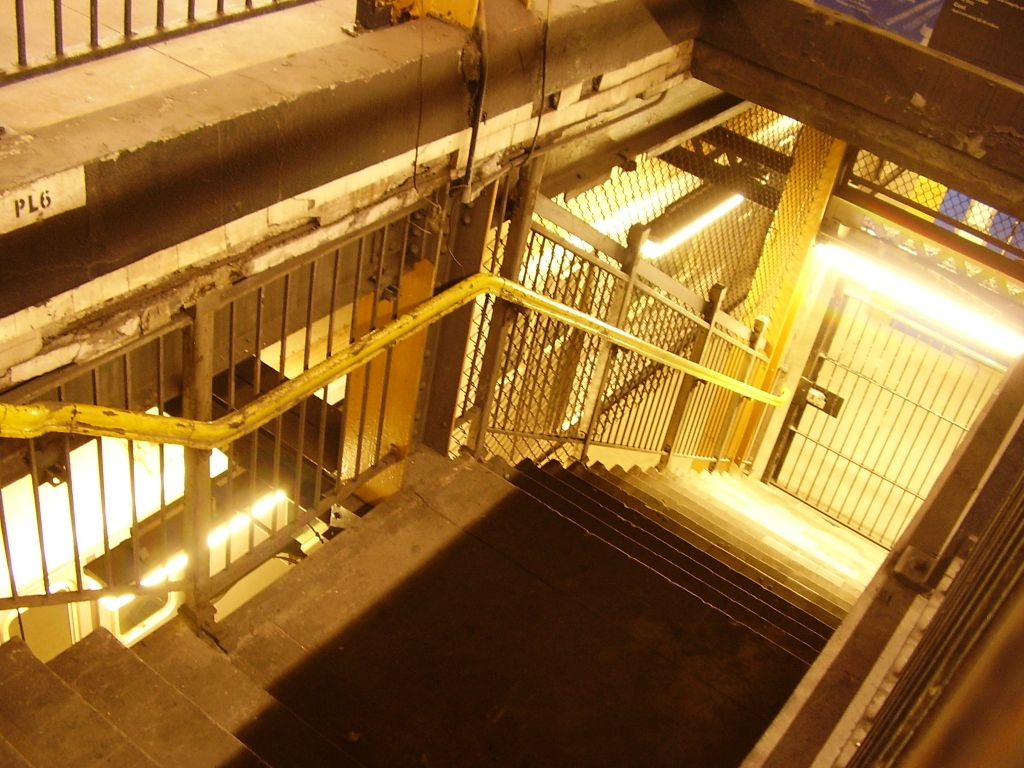
連絡階段と下層階ホームを見る。閉鎖している柵と留置中の車両が見える。

下層階へは上層階ホーム中央にある1つの階段が接続している。下層階は2面3線の駅であるが東側にあるホームは未完成で階段も接続していない。下層階中央の線路は列車に応じて両方向への折り返しも可能な構造となる予定だったが、これはBMTブロードウェイ線の南側終点ホワイトホール・ストリート-サウス・フェリー駅と似た構造である。
当初は上層階で緩行列車が折り返し下層階を急行列車が使用する予定であったが建設が終了する前に計画が変更され、現在は上層階を旅客列車が使用し下層階は非営業列車の留置等に使われている。また、折り返す計画も立ち消えになり当駅に停車する列車は全てホワイトホール・ストリート-サウス・フェリー駅方面へ向かう。また、上層階南端側が下り勾配に掛かっているため下層階ホームは南端に向かうにつれ天井が低くなっていく。下層階は完成してから1度も旅客列車は入線しておらず、東側のホームは建設そのものが中止された。
下層階ホームは480フィート（約150メートル）の長さで1両当たり60フィート（約18メートル）の8両編成の列車の留置に十分な長さを有している。ただし、使用できるのは西側と中央の2線のみで東側の1線はサードレールが無いため使用できない。なお建設当初は東側の線路にもサードレールはあり、日時は不明だが建設後に撤去されている。